# مردقوش بارغيلي
المردقوش البارغيلي (باللاتينية: Origanum bargyli) نوع نباتي من جنس المردقوش الذي يتبع الفصيلة الشفوية.

## الموئل والانتشار
ينتشر في بلاد الشام وتركيا.